# André Mutter
André Joseph Mutter (* 11. November 1901 in Troyes, Département Aube; † 24. Dezember 1973 in Ambilly, Département Haute-Savoie) war ein französischer Politiker der Parti républicain de la liberté (PRL) und des Centre national des indépendants et paysans (CNIP), der unter anderem von 1945 bis 1958 Mitglied der Nationalversammlung sowie 1958 für kurze Zeit Ministerresident in Algerien war.

## Leben
André Joseph Mutter war nach einem Studium der Rechtswissenschaften als Rechtsanwalt in Troyes tätig und erhielt später auch eine anwaltliche Zulassung beim Cour d’appel de Paris, dem Berufungsgericht in Paris. Während der deutschen Besetzung Frankreichs im Zweiten Weltkrieg engagierte er sich in der Widerstandsbewegung Résistance und wurde nach der Erschießung von Roger Coquoin am 29. Dezember 1943 neuer Vertreter der Widerstandsorganisation Ceux de la Libération im Nationalen Widerstandsrat CNR (Conseil national de la Résistance). Für seine Verdienste um die Befreiung Frankreichs La Libération erhielt er die Médaille de la Résistance mit Rosette und ferner das Croix de guerre 1939–1945.
Nach Kriegsende wurde Mutter am 21. Oktober 1945 für die PRL (Parti républicain de la liberté) zum Mitglied der Gesetzgebenden Nationalversammlung (Assemblée nationale Constituante) gewählt und vertrat in dieser nach seinen Wiederwahlen am 2. Juni 1946 beziehungsweise nach seinen Wahlen am 10. November 1946, 17. Juni 1951 und 2. Januar 1956 in der Nationalversammlung (Assemblée nationale) bis zum 5. Dezember 1958 die Interessen des Départements Aube, wobei er sich 1951 dem Nationalen Zentrum für Unabhängige und Bauern CNIP (Centre national des indépendants et paysans) anschloss. In der Folgezeit war er Mitglied der Fraktionen Republikanisches Zentrum für bäuerliches und soziales Handeln CRAPS (Centre républicain d’action paysanne et sociale) beziehungsweise zuletzt von 1956 bis 1958 der Fraktion Unabhängige und Landwirte für soziales Engagement IPAS (Indépendants et paysans d'action sociale) war.
Am 28. Juni 1953 übernahm André Mutter im Kabinett Laniel I als Minister für Veteranen und Kriegsopfer (Ministre des Anciens Combattants et Victimes de guerre) sein erstes Regierungsamt und behielt dieses Amt zwischen dem 16. Januar und dem 19. Juni 1954 auch im Kabinett Laniel II. Zuletzt war er zwischen dem 14. Mai und dem 1. Juni 1958 Ministerresident in Algerien und damit de facto Minister für Algerien (Ministre de l’Algérie) im Kabinett Pflimlin. Er wurde zudem Kommandeur der Ehrenlegion und mit dem Verdienstorden für Frontkämpfer ausgezeichnet.
Nach seinem Tode an einem Herzinfarkt wurde Mutter auf dem Friedhof in Troyes beigesetzt.

## Weblink
- André Mutter. Nationalversammlung von Frankreich, abgerufen am 29. Januar 2025 (französisch).